# Cmentarz w Dzięcielcu
Cmentarz w Dzięcielcu – ewangelicki cmentarz wiejski położony we wsi Dzięcielec. Cmentarz znajduje się w centrum wsi przy poewangelickim obecnie katolickim kościele na niewielkim wzniesieniu. Pierwotnie cmentarz ogrodzony był murkiem z polnych kamieni.
Ostatnie pochówki miały miejsce "około" 1945 roku. Cmentarz zrujnowany, brak zabezpieczeń częściowo porośnięty starym lasem. Istniejące płyty nagrobne i krzyże wyjęte na skraj cmentarza od strony kościoła.

W bezpośrednim sąsiedztwie cmentarza istnieje budynek dawnej kaplicy cmentarnej.

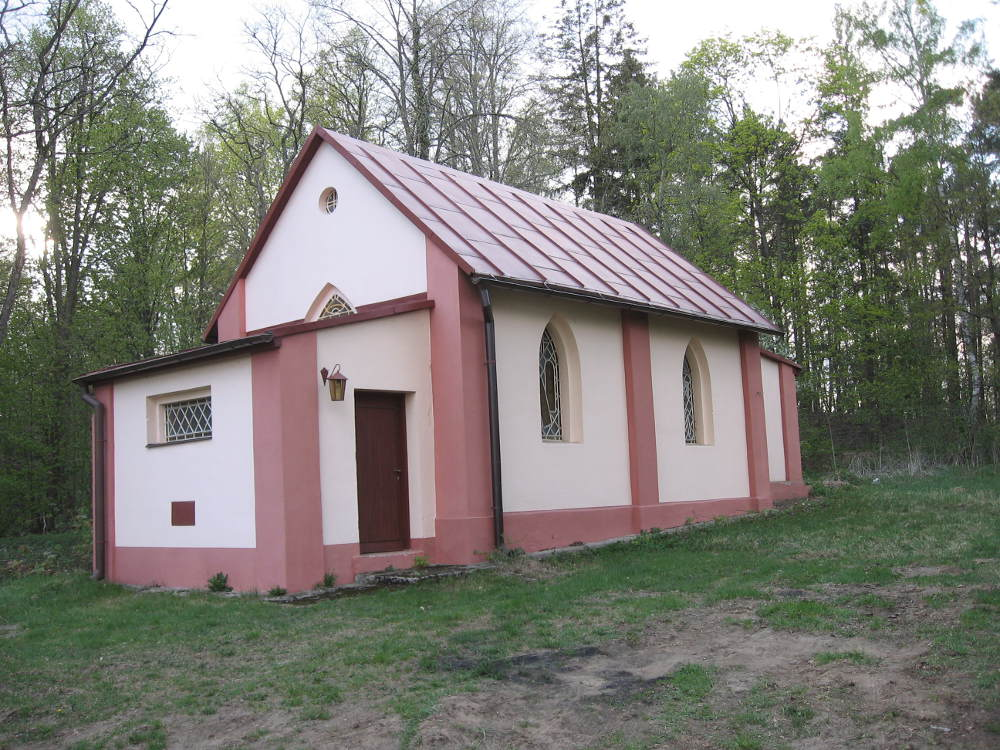
Kaplica cmentarna w Dzięcielcu w 2011 roku.